# Josep Sabaté i Llopart
Josep Sabaté i Llopart, dit Pepe (L'Hospitalet de Llobregat, Baix Llobregat, 17 d'agost de 1910 – Barcelona, Barcelonès, 17 d'octubre de 1949) fou un anarcosindicalista i guerriller antifranquista català.

## Biografia
Germà gran dels anarquistes Francesc (Quico) i Manuel, tres dels cinc fills de Manuel Sabatè Escoda, que va ser guàrdia urbà a L'Hospitalet de Llobregat.
En 1931, l'any de la proclamació de la Segona República Espanyola, Josep ingressà en el sindicat CNT, per al qual va escriure articles en el seu òrgan de premsa, Solidaridad Obrera. D'aquesta manera va conèixer Emilia Beriain Azqueta, la seva futura companya de lluita i de vida.
Poc temps després, amb el seu germà Francesc (cinc anys més petit), va prendre part en les accions de “Los Novatos”, un grup lligat a la Federació Anarquista Ibèrica dedicats l'organització dels disturbis contra el govern del bienni negre.
En el moment de l'esclat de la revolució espanyola, Josep i Francesc es van traslladar a front d'Aragó, dins la columna Aguiluchos organitzada per l'anarquista Joan Garcia Oliver. A l'abril de 1939, Josep va ser fet presoner a Alacant i enviat primer al camp de concentració d'Albatera i després als de Cartagena i València.
Alliberat pel pagament d'una fiança en 1948, es va traslladar immediatament a França per reunir-se amb el Quico. Va viure el primer període francès amb els seus germans Francesc i els jove Manolo, però aviat els tres germans es van separar, cadascun prenent un camí diferent al maquis anarquista.
El 9 de març de 1949 Josep va participar en un atac armat contra el cap de la policia a Barcelona, Eduardo Quintela Bóveda: un comando format per Wenceslao Jiménez Orive, els germans Sabaté Llopart (Josep i Quico), Simón Gràcia Fleringan, Carles Vidal i Passanau, José López Penedo i Josep Lluís i Facerias van metrallar el seu cotxe, matant-ne els ocupants.
Igual que molts altres guerrillers espanyols (el mateix Facerias), fou emboscat per posar fi a la seva lluita: Josep inicialment va tractar d'escapar i va matar un oficial de policia, però va ser ferit de gravetat; va morir mentre era traslladat a la sala de l'hospital, al carrer Sepúlveda de Barcelona.